# الديانيوفا ديل كامينو
بلدية الديانيوفا ديل كامينو (بالإسبانية: Aldeanueva del Camino)‏، هي بلدية تقع في مقاطعة قصرش والتي تقع في منطقة إكستريمادورا، غرب إسبانيا.
يبلغ عدد سكانها 836 نسمة وفقاً لإحصائية سنة (2002).